# Anuruddha
Anuruddha foi um dos cinco principais discípulos e um primo de Gautama Buda.

## Juventude
Anuruddha era filho de Sukkhodana e irmão de Mahanama. Já que Sukkhodana era irmão de Suddhodana, rei dos Sakyas em Kapilavastu, Anuruddha era primo de Siddhartha, (Gautama Buda). Ele era um kshatriya por nascimento, permitindo-o a aumentar sua fortuna. Anuruddha voltou à sua cidade natal dois anos após a iluminação de Gautama Buda, pregando suas ideias ao Reino Sakyan. Junto com seus três primos Bhaddiyam, Ananda e Devadatta e o barbeiro deles Upali, foi ordenado pelo Buda na Caverna Anupiya Mango Grove.

## Vida religiosa
Anuruddha adquiriu "visão divina" (dibba-cakkhu) e foi o maior dentre os que possuiam esta habilidade. Sariputta designou os oito pensamentos de um grande homem para serem  usados como um tópico de meditação por Anuruddha. Viajando até o Pacinavamsadaya na região de Ceti para praticar, ele conseguiu dominar sete, mas não conseguiu aprender a oitava, a qual lhe foi ensinada pelo Buda. Anuruddha desenvolveu o insight e então atingiu o estado de arahant.

## Retrato
Anuruddha é apresentado no Cânon Pali como um bhikkhu leal e afeiçoado, e ficava próximo ao Buda nas assembleias. Uma vez, quando o Buda estava desapontado com os argumentos dos monges em Kosambi, ele retirou-se para Pacinavamsadaya para ficar com Anuruddha. Em muitos textos, mesmo quando presente um grande número de monges distinguidos, Anuruddha é frequentemente o recipiente das questões do Buda, e responde em prol do sangha

## Após o Buda
Anuruddha estava presente quando da morte do Buda em Kusinara. Ele foi um dos que mais consolaram os monges e orientaram seu curso de ação futura, lembrando-os do decreto do Buda para seguir o dharma. Quando o Buda estava reclinado e indo através dos jhanas, Ananda disse a Anuruddha: "O Sublime atingiu o Nibbana, Senhor Venerável."  Anuruddha, possuindo visão divina, comentou que o Buda havia sido absorvido num estado de "cessação," mas ainda não havia morrido. Anuruddha foi consultado pelos Mallas de Kusinara com relação às obséquias finais do Buda.
Mais tarde, no Primeiro Concílio Budista, ele teve um papel notável e foi investido com a custódia do Anguttara Nikaya. Anuruddha morreu em Veluvagama na região de Vajji, na sombra de um grupo de bambus. Tinha cento e quinze anos quando de sua morte.

## Retrato no Jataka
Anuruddha é frequentemente retratado no Jataka, que descreve os renascimentos anteriores de figuras budistas. Na época do Buda Padumuttara, ele havia sido um homem rico. Ouvindo que um dos monges havia sido declarado o melhor entre os possuidores do olho celestial, ele desejou uma honraria igual. Ele realizou atos meritórios, incluindo uma grande festa de luz na frente do túmulo do Buda. Na era do Buda Kassapa ele renasceu em Varanasi; um dia ele colocou tigelas de manteiga clarificada na frente do túmulo do Buda e as iluminou, circunscreveu o túmulo pela noite, mantendo em sua cabeça uma tigela iluminada.
Ele renasceu em uma família pobre em Varanasi e recebeu o nome de Annabhara. Um dia, enquanto trabalhava para seu mestre, o banqueiro Sumana, ele deu sua refeição a um Buda Pacceka, Uparittha.  O banqueiro, tendo ouvido a ação piedosa de Annabhara, o recompensou ajudando-o a estabelecer um negócio. O rei, impressionado, deu-lhe um lugar para uma casa, e quando o chão foi escavado, revelou um grande tesouro enterrado.